# Однопроходные
Однопрохо́дные, или яйцекладу́щие (устар. «яйцеродные», лат. Monotremata), — единственный современный отряд в подклассе первозверей.
Название обусловлено тем, что кишечник и мочеполовой синус впадают в клоаку (аналогично — у земноводных, рептилий и птиц), а не выходят наружу отдельными проходами.

## Систематика
Однопроходные выделены в 1831 году как класс млекопитающих Ш. Л. Бонапартом, включившим в него единственный род Echidna (Ехидны). В 1838 году этот же систематик уже придал однопроходным ранг отряда, включив в него два семейства — Ехидновые и Утконосовые.
Отряд представлен самыми примитивными из сохранившихся до настоящего времени млекопитающих подкласса яйцекладущих. Ныне живущие виды представляют три рода двух семейств (согласно «Классификации млекопитающих» М. К. Маккенны и С. К. Белл, однопроходных следует разделять на два отряда — Platypoda и Tachyglossa, — но большинство биологов рассматривают их как единый отряд).

### Современные однопроходные
- Семейство Утконосовые (Ornithorhynchidae)
  - Утконосы (Ornithorhynchus)
    - Утконос (Ornithorhynchus anatinus)
- Семейство Ехидновые (Tachyglossidae)
  - Проехидны (Zaglossus)
    - Проехидна Бартона (Zaglossus bartoni)
    - Проехидна Брюйна (Zaglossus bruijni)
    - Проехидна Аттенборо (Zaglossus attenboroughi)

  - Ехидны (Tachyglossus)
    - Австралийская ехидна (Tachyglossus aculeatus)

## Общая характеристика

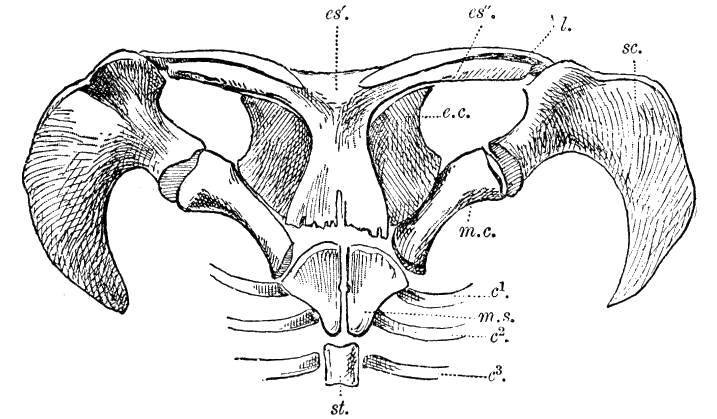
Плечевой пояс утконоса с прокоракоидом (e.c.) и эпистернумом (e.s.)

Длина тела от 30 до 80 см. Конечности короткие, стопоходящие, приспособленные для копания (у ехидновых) и плавания (у утконосов). В пяточной области роговая шпора, в которую по каналу из голенной железы поступает ядовитый секрет; шпоры сильнее развиты у самцов. Плечевой пояс примитивный, напоминающий анатомию терапсид, и включает коракоид, прокоракоид и эпистернум. На голове покрытый роговой оболочкой «клюв» — полностью беззубый у ехидн или с зубами только у молодых животных у утконосов. Вибриссы отсутствуют, ушные раковины очень маленькие, а у утконоса отсутствуют полностью. Череп высокий, куполообразный, в совокупности с клювом и отсутствием зубов напоминает птичий. Швы черепа слабо выражены, скуловая кость в отличие от прочих млекопитающих редуцирована или отсутствует, и скуловую дугу образуют верхняя челюсть и чешуйчатые кости. Улитка внутреннего уха не завита спиралью, что также является отличительной чертой однопроходных. Подобно сумчатым, у этого отряда в головном мозге отсутствует мозолистое тело.
Внутренние органы устроены архаично: как у земноводных, пресмыкающихся и птиц, кишечник и мочеполовой синус впадают в клоаку, тогда как у других современных млекопитающих их выходы разделены. Своё название отряд однопроходных получил за эту особенность анатомии. Второе название (яйцекладущие) связано с тем, что, в отличие от прочих млекопитающих, самки откладывают яйца; вылупившихся детёнышей, однако, однопроходные выкармливают молоком. У представителей отряда отсутствуют настоящие соски́, и протоки молочных желёз открываются на брюхе у самок раздельно на двух железистых полях в виде пор. У обоих полов имеются сумчатые кости, у самцов наличествуют бакулюм, семенники размещаются в брюшине, мошонка отсутствует. Однопроходные выделяются среди всех млекопитающих необычным набором хромосом, включающим как хромосомы обычного размера (макрохромосомы), так и микрохромосомы, характерные для пресмыкающихся. Волосяное покрытие тела может различаться: в одних случаях речь идёт о мягком густом мехе, в других — о грубом волосе с колючками.
Современные однопроходные встречаются только на континенте Австралия и островах Тасмания и Новая Гвинея. Встречаются в лесах разного типа, кустарниковых степях, в горах на высотах до 2500 м над уровнем моря. Утконосы ведут полуводный образ жизни, прочие однопроходные — наземный. Основу рациона ехидновых составляют насекомые, утконосы плото- и насекомоядны. Хотя однопроходные теплокровны, температура их тела несколько ниже, чем у живородящих млекопитающих, составляя около 32 °C. Продолжительность жизни до 30 лет.
Самки откладывают от одного до двух, реже трёх, яиц с большим содержанием желтка, небольшого размера (примерно 16 на 14 мм) с кожистой скорлупой, проницаемой для питательных веществ. Отложенные яйца у ехидн вызревают в выводковой сумке, развивающейся на период размножения, утконосы высиживают яйца в гнезде. Инкубационный период 10-11 дней, перед вылуплением на клюве зародыша, как у птиц и пресмыкающихся, формируется яйцевой зуб, который помогает ему пробить скорлупу. Новорожденные детёныши обладают хорошо развитыми передними конечностями и плечевыми мышцами, но в остальном недоразвиты.

## Эволюционная история
Выдвинутая в середине XX века теория, согласно которой однопроходные и сумчатые образуют монофилетическую группу, была опровергнута молекулярными исследованиями в 1-м десятилетии XXI века. Однако точное место однопроходных на эволюционном дереве млекопитающих определить затруднительно из-за мозаичного характера особенностей строения организма, где смешаны примитивные черты и характеристики, продиктованные дальнейшей специализацией. В итоге не сформировалось ни одной теории происхождения однопроходных, которая стала бы общепринятой в научном сообществе. Архаичные особенности плечевого пояса указывают, что первые однопроходные возникли не позднее середины юрского периода. Анализ полных геномов ехидны и утконоса 2021 года показывает, что предки однопроходных отделились от предков плацентарных и сумчатых примерно 187 млн лет назад (ранняя юра), а предки ехидновых и утконосовых разделились 55 млн лет назад (эоцен). Древнейшие известные остатки утконоса, относящиеся к палеогеновому периоду, найдены в Южной Америке, подтверждая предположение, что в это время данный отряд был распространён на большой площади, охватывающей территорию современных Австралии, Антарктики и Южной Америки. Секвенирование генома утконоса показало что половые хромосомы утконоса имеют больше сходства с Z-хромосомой птиц, а ген SRY, вероятно, не участвует в его половой дифференциации. Кроме того, 166 млн л. н. у однопроходных отсутствовало хромосомное определение пола. Оценка возраста хромосомной системы определения пола базируется на исследованиях, показавших, что последовательности в X-хромосоме сумчатых и плацентарных млекопитающих присутствуют в аутосомах утконоса и птиц.
Зарегистрированные окаменелости однопроходных относительно редки; в особенности это касается лишённых зубов ехидновых — как правило, зубы, более прочные, чем другие кости, составляют бо́льшую часть палеонтологических находок. Хотя биохимические и анатомические свидетельства предполагают, что однопроходные отклонились от линии млекопитающих до происхождения сумчатых и плацентарных млекопитающих, только горстка окаменелостей однопроходных известна до эпохи миоцена. В Австралии обнаружены окаменелости однопроходных, относящиеся к меловому периоду. Окаменелости принадлежат представителям двух вымерших семейств — Steropodontidae и Kollikodontidae, — каждое из которых известно по единственному виду (соответственно, Steropodon galmani и Kollikodon ritchiei). В обоих случаях найдены только фрагменты челюстей. Необычные закруглённые кромки моляров Kollikodon ritchiei (из-за которых форма зубов напоминает крестовую булочку) позволили учёным высказать предположение, что древние однопроходные были более разнообразными и широко распространёнными — возможно, даже доминирующей группой млекопитающих в австралийском секторе суперконтинента Гондвана. Немногие существующие мезозойские окаменелости, предположительно, указывают, что однопроходные сначала развились в Австралии, во время верхнего юрского или нижнего мелового периода, и в дальнейшем распространились до Антарктиды и Южной Америки, которые тогда были всё ещё объединены с Австралией, но, вероятно, не прожили ни на одном континенте долгое время. В качестве наиболее вероятной сестринской группы для однопроходных рассматриваются отряд Henosferida из отложений среднего — верхнего юрского периода Западной Гондваны. У обеих групп отмечено продвинутое претрибосфеническое строение нижних моляров при вероятном отсутствии протокона на верхних зубах и плезиоморфное сохранение постдентальных костей и «ложноуглового» отростка нижней челюсти. Также общими для этих двух групп признаками являются зубная формула с тремя молярами и положение меккелевой борозды, которая проходит вентральнее нижнечелюстного отверстия. У однопроходных в ходе дальнейшей эволюции сформировалось «маммальное» среднее ухо с тремя слуховыми косточками, как у териевых млекопитающих и многобугорчатых.
По мнению палеонтолога К. Ю. Еськова, заслуживает внимания тот факт, что появление первых динозавров и других архозавров в своё время ознаменовалось массовым (хотя и не полным) вымиранием терапсид, высшие немаммальные формы которых по своей организации были очень близки к однопроходным млекопитающим и, по некоторым предположениям, возможно, имели молочные железы и шерсть.
У мезозойских млекопитающих окостеневший меккелев хрящ (OMC) появляется независимо два раза, дефинитивное маммальное среднее ухо (DMME) — четыре раза.

### Ископаемые виды

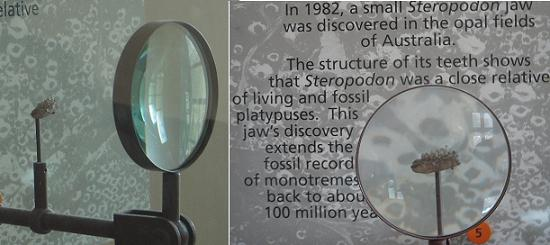
Челюсть Steropodon возрастом 100 млн лет, демонстрируемая в Американском музее естественной истории, Нью-Йорк, США

Все виды, перечисленные ниже, известны только по окаменелостям:
- † Семейство Kollikodontidae
  - † Род Kollikodon
    - † Kollikodon ritchiei (105—100 млн лет).
- † Семейство Steropodontidae
  - † Род Steropodon
    - † Steropodon galmani

  - † Род Teinolophos
    - † Teinolophos trusleri (123 млн лет — самый старый экземпляр однопроходных).
- Семейство Утконосовые (Ornithorhynchidae)
  - † Род Monotrematum
    - † Monotrematum sudamericanum (64 млн лет).

  - † Род Obdurodon Включает несколько утконосов миоцена (24—5 млн лет).
    - † Obdurodon dicksoni
    - † Obdurodon insignis
    - † Obdurodon tharalkooschild
- Семейство Ехидновые (Tachyglossidae)
  - Род Проехидны (Zaglossus) Верхний плейстоцен (1,8—0,1 млн лет назад).
    - † Zaglossus hacketti
    - † Zaglossus robusta

  - † Род Megalibgwilia
    - † Megalibgwilia ramsayi Верхний плейстоцен
- Роды incertae sedis
  - † Род Kryoryctes
    - † Kryoryctes cadburyi

## Отношения с человеком
Однопроходные не представляют экономического интереса. Хотя на раннем этапе колонизации Австралии европейцами на утконосов охотились ради меха, этот промысел никогда не приобретал массовых масштабов. Современным австралийским видам отряда не угрожает опасность исчезновения, однако они находятся под защитой в отдельных штатах. Проехидн, чей ареал серьёзно сократился в последние столетия (недавние находки показывают, что представители этого рода встречались в Австралии ещё в XX веке), относят к исчезающим видам.